# Droogmansia tenuis
Droogmansia tenuis är en ärtväxtart som beskrevs av Bernice Giduz Schubert. Droogmansia tenuis ingår i släktet Droogmansia och familjen ärtväxter. Inga underarter finns listade i Catalogue of Life.